# Karl Reuter (Turner)
Karl Reuter (* 5. Dezember 1902 in Erlangen; † 1. Februar 1993 in Gießen) war ein deutscher Turner.

## Leben
Karl Reuter war der Erstgeborene von insgesamt zehn Geschwistern. Nach dem Umzug seiner Familie nach Gießen wurde er 1913 Mitglied der Turnabteilung des Männerturnvereins 1846 C.R. Gießen, der damals noch keine Kinderabteilung hatte.
Bereits beim Deutschen Turnfest 1921 in München errang er als 18-Jähriger den 47. Rang. Beim Deutschen Turnfest 1928 in Köln wurde er Sieger im Zwölfkampf. 1953 konnte er diesen Erfolg beim Deutschen Turnfest in Hamburg als Altersturner wiederholen.
Nach seinem Sieg 1928 und Jahren der Arbeitslosigkeit nahm Karl Reuter eine Stelle bei der Stadtkasse an, bei der er bis zu seiner Pensionierung hauptberuflich tätig war. Nebenbei war er über 40 Jahre lang beim MTV Gießen als Übungsleiter und in anderen Bereichen aktiv und übernahm 1970 auch das Amt als Gauoberturnwart.

## Ehrungen und Auszeichnungen
- 1928: Ehrenurkunde des Hessischen „Staatspräsidenten“
- 1954: Silberne Ehrennadel der Stadt Gießen
- 1962: Silberne Ehrennadel des Deutschen Turner-Bundes
- 1964: Silberne Ehrennadel des Landkreises Gießen
- 1966: Walter-Kolb-Plakette des Deutschen Turner-Bunds
- 1967: Silberne Ehrennadel des Landessportbunds Hessen
- 1970: Plakette des Deutschen Turner-Bundes
- 1977: Goldene Ehrennadel der Deutschen Olympischen Gesellschaft
- 1982: Ehrenteller des Hessischen Turnverbandes
- 1987: Friedrich-Ludwig-Weidig-Plakette des Hessischen Turnverbandes
- 1999: Benennung Karl-Reuter-Wegs in Gießen
- 2002: erstmalige Vergabe der “Karl-Reuter-Medaille” durch die Stadt-Gießen
- 2011: Anbringung einer Gedenktafel im Eingangsbereich der Jahnhalle des MTV Gießen